# Kyrenaika

Flagge der Kyrenaika 1949 bis 1951

Die Kyrenaika (auch Cyrenaika; arabisch برقة, DMG Barqa; griechisch Κυρηναϊκή, Aussprache altgriechisch Kyrenaïkḗ, neugriechisch Kyrinaïkí; lateinisch Cyrenaica; altgriechische Alternativbezeichnung Κυρηναία Kyrēnaía) ist eine Landschaft im östlichen Libyen und eine der drei historischen Großprovinzen des Landes, neben Tripolitanien im Nordwesten und dem Fessan im Südwesten. Ihr Name rührt von der antiken Stadt Kyrene her; der arabisch-türkische Name der Region ist Barqa nach der antiken Stadt Barke.

## Geographie
Die Kyrenaika liegt im Osten Libyens an der Mittelmeerküste zwischen der Syrte und der ägyptischen Grenze. Die Region ist 857.000 km² groß, nach anderen Angaben 818.619 km², mit einer Bevölkerung von 1.622.480 (Stand 2003).
Hauptstadt und politisches Zentrum ist Bengasi, die zweitgrößte Stadt Libyens. Die Landschaft besteht im Norden aus einer schmalen Küstenebene, hinter der sich der Höhenzug Dschabal al-Achdar (italienisch Montagna Verde) erhebt. Im Süden dehnt sich die Libysche Wüste aus, deren bedeutendste Oasen al-Dschaghbub und die Kufra-Oasen sind.
Auf dem Gebiet der früheren Großprovinz Kyrenaika lagen bis 2007 zehn der 32 Munizipien Libyens:
| Nr. | شعبية         | Schaʿbiyya            | Einwohner 2003 | Fläche km² |
| --- | ------------- | --------------------- | -------------- | ---------- |
| 1   | إجدابيا       | Adschdabiya           | 165.839        | 91.620     |
| 2   | البطنان       | al-Butnan             | 144.527        | 83.860     |
| 3   | الحزام الاخضر | al-Hizam al-Achdar    | 108.860        | 12.800     |
| 4   | الجبل الاخضر  | al-Dschabal al-Achdar | 194.185        | 7.800      |
| 7   | الكفرة        | al-Kufra              | 51.433         | 483.510    |
| 8   | المرج         | el Merdj              | 116.318        | 10.000     |
| 11  | القبة         | al-Quba               | 93.895         | 14.722     |
| 12  | الواحات       | al-Wahat              | 29.257         | 108.670    |
| 14  | بنغازي        | Bengasi               | 636.992        | 800        |
| 16  | درنة          | Derna                 | 81.174         | 4.908      |
|     | برقه          | Kyrenaika             | 1.622.480      | 818.690    |

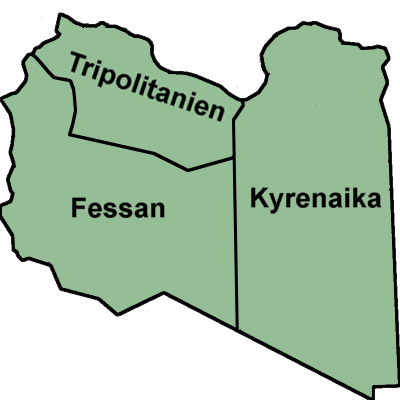
Die drei libyschen Regionen 1942–1951
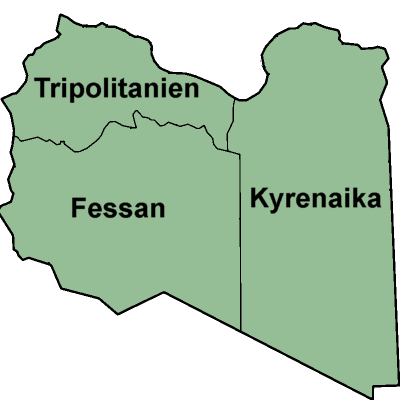
Die drei historischen Großprovinzen 1951–1961
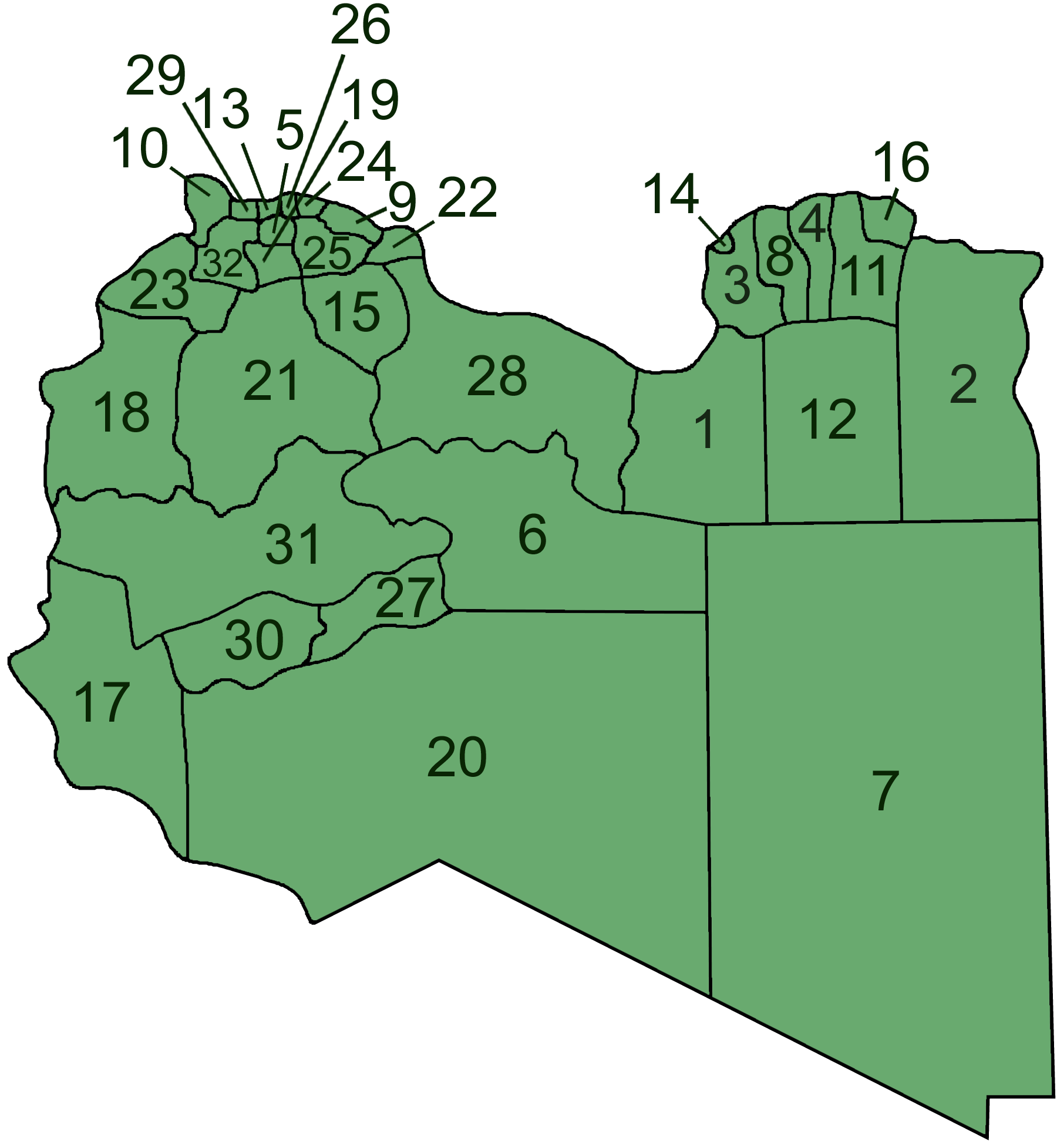
Verwaltungsgliederung in Libyen 2001–2007

## Geschichte

### Antike und Spätantike

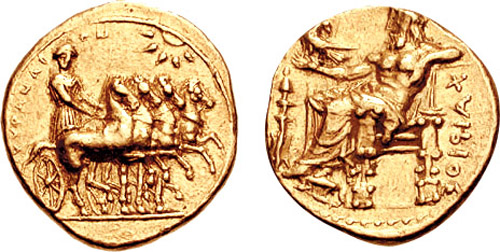
Kyrenaische Münze aus der Regierungszeit des Ophellas

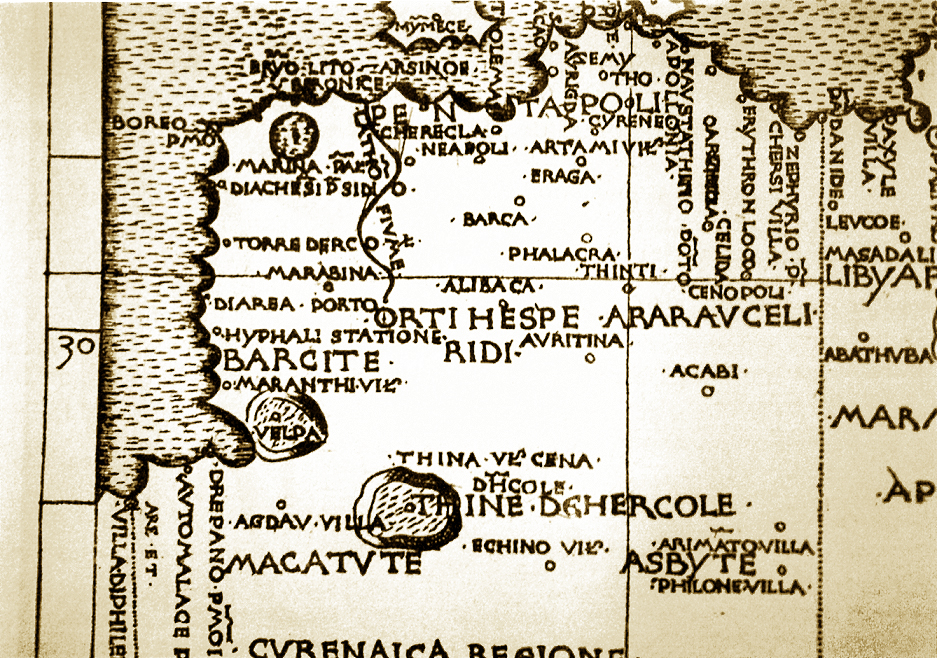
Die Kyrenaika nach der Geographike Hyphegesis des Ptolemäus

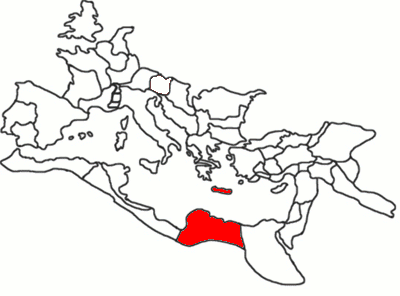
Römische Provinz Creta et Cyrene

Im Altertum war die Kyrenaika von Berberstämmen, den Libyern,  besiedelt, die mehrmals Ägypten angriffen und im 10. Jahrhundert v. Chr. sogar die Herrschaft über Ägypten errangen. Seit dem 7. Jahrhundert v. Chr. gründeten die Griechen mehrere Kolonien an der Küste, aus denen sich bedeutende Städte (póleis) entwickelten.
Die bedeutendste Gründung war 631 v. Chr. Kyrene durch griechische Kolonisten von der Insel Thera, die sie wegen Übervölkerung und einer Hungersnot verlassen hatten. Ihr Anführer Aristoteles nahm den libyschen Namen Battos an. Seine Dynastie, die Battiaden, konnte sich bis 440 v. Chr. gegen den heftigen Widerstand benachbarter Völker behaupten.
In Kyrene wirkte bis etwa 355 v. Chr. der griechische Philosoph Aristippos von Kyrene und später die von ihm begründete Philosophenschule der Kyrenaiker (vgl. auch Aristippos der Jüngere).
Nachdem die Gegend ab 322 v. Chr. zunächst vom Diadochen Ophellas und ab 118 v. Chr. von einem jüngeren Zweig der Ptolemäer beherrscht worden war, kam sie 96 v. Chr. als Cyrenaica unter die Herrschaft Roms. In der Spätantike wurde im Rahmen der diokletianischen Reichsreform die Provinz Creta et Cyrene aufgeteilt, wodurch die Cyrenaica unter dem Namen Libya superior eine eigene Provinz wurde.

### Die muslimische Herrschaft
Im Jahre 643 eroberten im Rahmen der islamischen Expansion arabische Muslime das Land. Seitdem wurde die Kyrenaika meist von Ägypten aus kontrolliert. Die Fremdherrschaft und der Einfall der Banu Hilal im 11. Jahrhundert führte zum endgültigen Niedergang der urbanen Kultur. So wurde Kyrene aufgegeben und Barka neues Zentrum der Provinz.

### Die osmanische Herrschaft
Diese Provinz kam mit Ägypten 1517 unter die Herrschaft der Osmanen.
1843 begründete Muhammad as-Sanussi in der Kyrenaika den Ordensstaat der sufistischen Sanusiya-Bruderschaft. Die erste Ordensniederlassung entstand in al-Bayda im Dschabal Achdar. Der straff organisierte Orden expandierte in den folgenden Jahren stark, vom Mutterkonvent in al-Bayda aus entstanden 80 weitere Ordenshäuser, vor allem in der Kyrenaika, aber auch in anderen Regionen Libyens. Nachdem der osmanische Statthalter in Libyen gegen die Bruderschaft vorging, musste 1856 deren Zentrum in die 500 km südöstlich gelegene Oase al-Dschaghbub verlegt werden. 1895 wurde der Orden von dort noch weiter nach Süden, in die Kufra-Oasen vertrieben.

### Die italienische Herrschaft
1912 mussten die Osmanen infolge des Italienisch-Türkischen Kriegs neben Tripolitanien auch die Kyrenaika im Frieden von Ouchy an Italien abtreten, die somit Italienische Kolonien wurden. Nach dem Zweiten Italienisch-Libyschen Krieg von 1922 bis 1932 fasste Italien seine nordafrikanischen Eroberungen zur Kolonie Libia zusammen. Knapp 10 Jahre später, war die Kyrenaika ab Dezember 1940 erneut Schauplatz wechselvoller Kämpfe im Zweiten Weltkrieg. Es fanden besonders um Tobruk schwere Gefechte zwischen den britischen und den deutsch-italienischen Truppen des Afrikakorps unter Generalfeldmarschall Erwin Rommel statt. Im Dezember 1942 besetzten britische Truppen die Kyrenaika endgültig.

### Die Kyrenaika im unabhängigen Libyen
1951 ging die Kyrenaika im unabhängig gewordenen Libyen auf.
Am 6. März 2012 erklärte sich die Kyrenaika auf einer Versammlung von mehreren tausend Stammesführern, Milizenkommandeuren und Politikern in Bengasi gegen den Willen der libyschen Zentralregierung für halbautonom. Dabei erhoben sie über die Grenzen der historischen Provinz hinaus Ansprüche auf Teile der Ölregion Fezzan und einen erweiterten Küstenanteil. Nur überregionale Angelegenheiten sollen weiterhin vom Nationalen Übergangsrat geregelt werden. Zur Regelung regionaler Angelegenheiten wurde ein neues Ratsgremium eingesetzt und mit dessen Leitung Ahmed al-Zubair betraut. Dieser war in der Regierungszeit Gaddafis einer der am längsten inhaftierten politischen Gefangenen und wurde nach dem Sturz des Regimes Mitglied im Nationalen Übergangsrat.

## Die Scheichs der Kyrenaika (1843–1920)
Sanusiya-Dynastie (1843–1920)
- 1843–1859 Sayyid Muhammad ibn Ali as-Sanussi
- 1859–1902 Sayyid Muhammad al-Mahdi bin Sayyid Muhammad al-Senussi
- 1902–1918 Sayyid Ahmad ibn Sayyid Muhammad asch-Scharif as-Sanussi
- 1918–1920 Sayyid Muhammad Idris as-Sanussi

## Emir der Kyrenaika (1920–1929, 1946–1951)
Senussi-Dynastie (1920–1951)
- 1920–1929 Emir Sayyid Muhammad Idris as-Sanussi, 1929 entmachtet, 1946 restauriert, 1951 Annahme des Titels „König von Libyen“, 1969 gestürzt